# Guiara
Die Guirara (Euryzygomatomys spinosus) ist ein Nagetier in der Familie Stachelratten. Die Art wird gegenwärtig (2014) als einziger Vertreter der somit monotypischen Gattung Euryzygomatomys geführt. Vermutlich ist eine Aufteilung des Taxons in zwei oder mehr Arten erforderlich.

## Merkmale
Mit einer Kopf-Rumpf-Länge von 17 bis 27 cm sowie einer Schwanzlänge von 5,0 bis 5,5 cm ist die Guirara eine mittelgroße Stachelratte. Sie hat einen stämmigen Körperbau und kurze Ohren. Männchen sind mit einem Gewicht von 165 bis 210 g allgemein größer als Weibchen. Das Fell der Oberseite wird aus weichen Haaren und Stacheln gebildet, es ist agouti-braun gefärbt. Die weiche Unterseite hat dagegen eine weiße Farbe. An den Zehen befinden sich kräftige Krallen.

## Verbreitung und Lebensweise
Die Guirara bewohnt die Cerrado-Savanne und nördliche Bereiche der Pampa in Südost-Brasilien sowie in angrenzenden Gebieten Paraguays und Argentiniens. Die Art wurde auch an Waldrändern gefunden.
Die Lebensweise ist nur teilweise erforscht. Eine Studie von 1992 beschreibt die Art als nachtaktiv mit einer Nahrung, die hauptsächlich aus Früchten oder anderen Pflanzenteilen besteht. Eine andere Studie von 2007 dokumentiert Schäden an Baumrinden. Die Guirara gräbt Tunnel im Erdreich. Trächtige Weibchen hatten ein bis drei Embryos.

## Status
Für die Guirara sind keine nennenswerten Bedrohungen bekannt. Sie wird von der Weltnaturschutzunion (IUCN) als nicht gefährdet (Least Concern) gelistet.